# Kasteel Groeningenhof

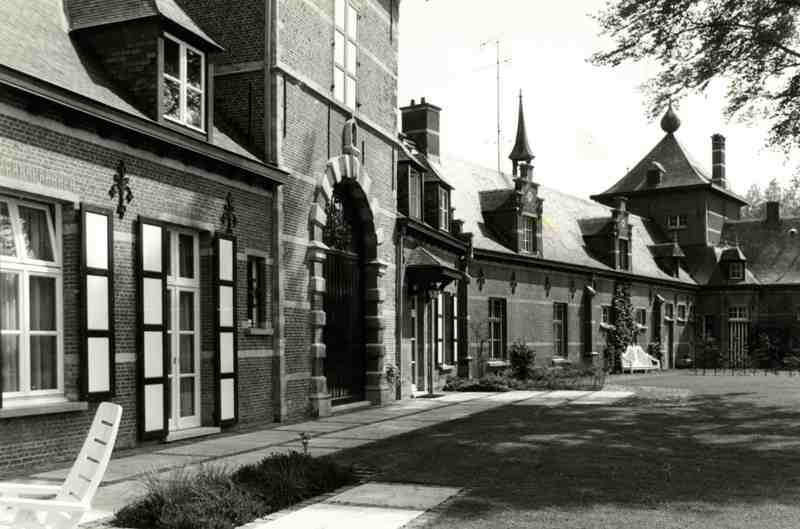
Poortgebouw

Het Kasteel Groeningenhof (ook: Kontichshof of Hof van Helmont) is een kasteel in de Belgische gemeente Kontich, gelegen aan Kontichhof 25-27, in een omhaagd landschapspark tussen de Benedenvliet (Grote Struisbeek) (in Kontich ook wel de Mandoersebeek genoemd) en de Pannebosbeek. Het kasteel en bijhorende landerijen zijn privé eigendom.

## Geschiedenis
Het goed, een achterleen van het Land van Mechelen, kwam in 1314 in bezit van Jan Berthout van Berlaer. In 1431 kwam het aan Hendrick van Helmont en droeg voortaan de naam: Hof van Helmont. In de 16e eeuw hoorde het toe aan kardinaal Granvelle.
In 1616 kwam het goed aan Lucas van Opmeer. Deze kocht in 1644 ook de heerlijkheden Kontich, Waarloos en Reet. In 1651 werd dit bezit gekocht door Franciscus Lopes Franco-y-Feo, die omstreeks 1655 een barokke poort liet plaatsen bij het toenmalige huis van plaisance. Ook liet hij het kasteeltje verbouwen.
In 1813 kwam het domein aan de familie Della Faille. Omstreeks 1850 werd het kasteeltje in opdracht van Augustin della Faille voorzien van een noordvleugel met trapgevels en ook de zuidvleugel werd van trapgevels voorzien om een symmetrisch geheel te behouden. Bijgebouwen en kapel werden gesloopt en een nieuwe kapel in neogotische stijl werd binnen het kasteel ingericht.
Tussen 1880 en 1888 werd het kasteel van een uiterlijk in Vlaamse neorenaissance voorzien, in opdracht van René-Jacques della Faille en naar ontwerp van Joseph Claes.
Tijdens de Achttiendaagse Veldtocht deed het een tijdlang dienst als hoofdkwartier van het 	'9e Bataljon Transmissietroepen' onder leiding van kapitein-commandant Henri Maes.

## Domein
Het omgrachte kasteeldomein is toegankelijk via een poortgebouw dat uit de 16e en 17e eeuw stamt en opgenomen is in een L-vormig complex dienstgebouwen van 1880-1888, welke stallen, de conciërgewoning en koetshuizen omvatten.
Het kasteel heeft een rechthoekige plattegrond. Het middengedeelte is uit de 16e en 17e eeuw, de vleugels zijn 19e-eeuws en het geheel heeft in de 19e eeuw een uitstraling in Vlaamse neorenaissance gekregen. Het kasteel heeft een achtkante traptoren.
Uit de 17e en 19e eeuw is een duiventoren die nabij de gracht werd gebouwd.